# Hampton County
Hampton County je okres (county) amerického státu Jižní Karolína vytvořený v roce 1878. Správním střediskem a zároveň největším městem je Hampton. K roku 2010 zde žilo 21 090 obyvatel. Okres je pojmenovaný podle konfederačního generála z období americké občanské války Wada Hamptona, který byl později zvolený guvernérem Jižní Karolíny.

## Sousední okresy
| Růžice kompasu | Allendale County     | Bamberg County |                 | Růžice kompasu |
| Růžice kompasu | Screven County, GA   | Sever          | Colleton County | Růžice kompasu |
| Růžice kompasu | Screven County, GA   | Hampton County | Colleton County | Růžice kompasu |
| Růžice kompasu | Screven County, GA   | Jih            | Colleton County | Růžice kompasu |
| Růžice kompasu | Effingham County, GA | Jasper County  | Beaufort County | Růžice kompasu |